# Modřín v Jubilejním hájku
Modřín v Jubilejním hájku je památný strom v České Kubici. Modřín japonský (Larix kaempferi) roste mezi Českou Kubicí a Pecí pod Čerchovem v nadmořské výšce 570 m. Přes svůj nízký věk patří mezi velikány – s obvodem kmene 224 cm se tyčí do výšky 42,5 m (měření 2003). Chráněn od roku 2003 pro svůj vzrůst, dendrologickou hodnotu a jako připomínka historické události.
Tzv. Jubilejní hájek byl založen v roce 1928 k desátému výročí vzniku ČSR a možná i k příležitosti dokončení zalesnění holin po mniškové kalamitě v letech 1919–1925. Hájek leží na ploše 80 arů a jeho 303 stromů představuje 22 domácích i cizích druhů dřevin.

## Stromy v okolí
- Fremuthova jedle
- Smrk u zámečku
- Lípa ve Staré Pasečnici